# American Cryptogram Association
Die American Cryptogram Association (ACA; deutsch „Amerikanische Kryptogramm-Vereinigung“) ist ein US-amerikanischer Verein von Hobby-Kryptologen, die sich speziell für klassische Kryptologie interessieren. Dazu gehören historische kryptographische Methoden zur Verschlüsselung von Texten sowie insbesondere die Kunst, die so erzeugten Geheimtexte ohne Kenntnis des zur Entschlüsselung notwendigen Schlüssels zu brechen, also zu entziffern. Das Schwergewicht liegt dabei auf manuellen Methoden, für die Computer allenfalls unterstützend, aber nicht ausschließlich verwendet werden. Der spielerische Charakter und die Lust am Lösen von Rätseln stehen im Vordergrund.

## Geschichte

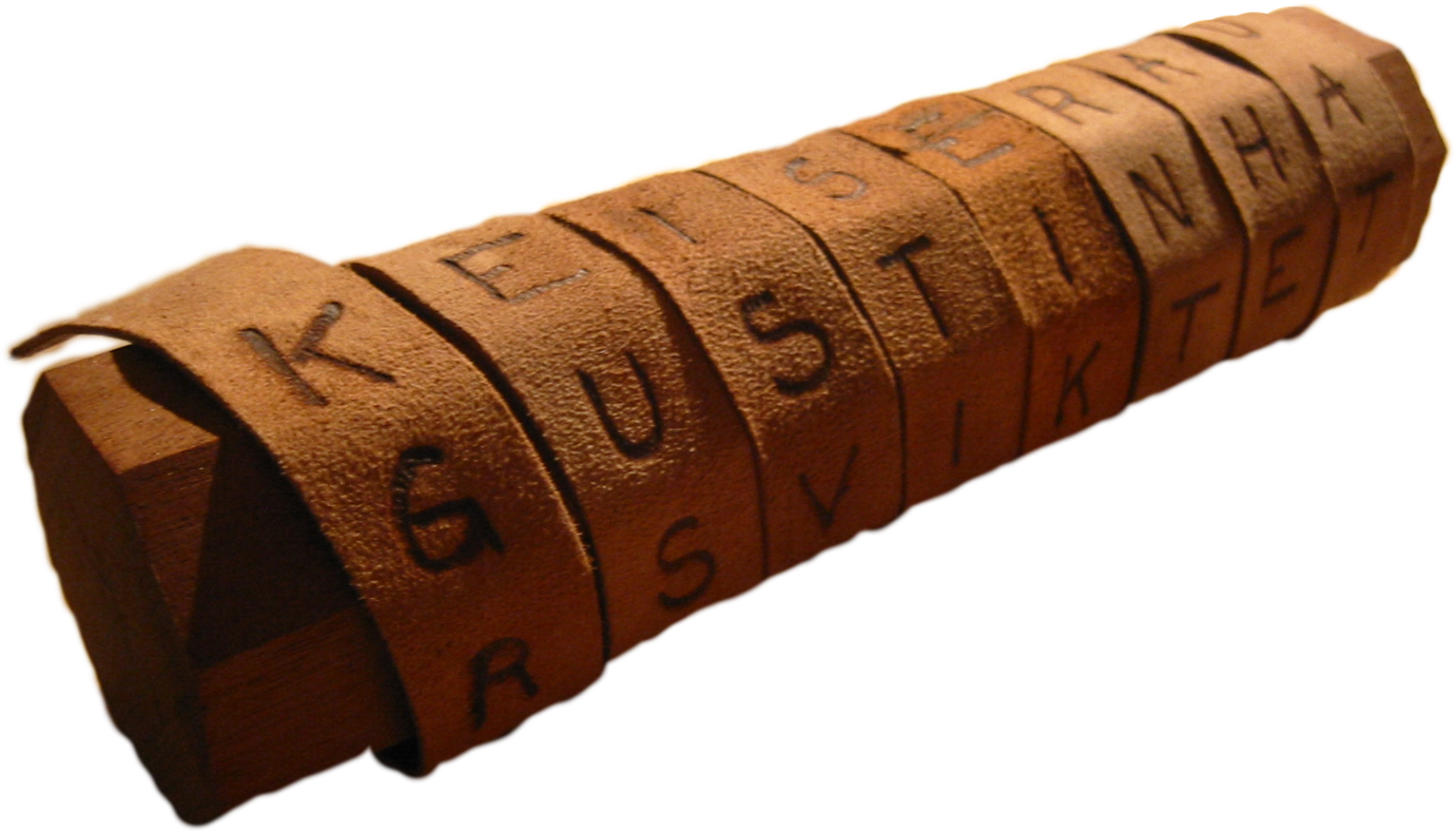
Die Skytale ist das älteste bekannte kryptologische Gerät und zentrales Element im Logo der ACA (siehe Weblinks)

Die ACA wurde am 1. September 1929 gegründet. Zunächst standen durch monoalphabetische Substitution verschlüsselte Kryptogramme im Interesse der Vereinsmitglieder, wie sie beispielsweise schon im 19. Jahrhundert beim amerikanischen Schriftsteller und Codeknacker Edgar Allan Poe beliebt waren. Im Englischen wird diese Art kryptographischer Rätsel auch als Aristocrat bezeichnet. Schnell folgten dann Dutzende anderer Substitutionsmethoden, wie Vigenère, Playfair, Autokey und auch Transpositionsverfahren, wie die Spaltentransposition. Das Logo der ACA (siehe Weblinks) zeigt eine Skytale (Bild).
Die Vereinigung besitzt eine Reihe von Büchern und andere Publikationen über diese Thematik in der Bibliothek der Kent State University im US-Bundesstaat Ohio. Jährlich im August wird an wechselndem Ort ein Treffen abgehalten, wie beispielsweise in der Vergangenheit im englischen Bletchley Park oder in Fort Lauderdale in Florida. Darüber hinaus gibt es eine zweimonatlich erscheinende Hauszeitschrift mit dem Titel The Cryptogram, die zum ersten Mal im Februar 1932 erschienen ist. Sie enthält Fachartikel zum Thema sowie Rätselaufgaben.

## Mitglieder (Auswahl)
- Herbert Yardley (1889–1958), Pseudonym BOZO, erster Vizepräsident ab 1933, US-amerikanischer Kryptologe.
- Helen Fouché Gaines (1888–1940), Pseudonym PICCOLA, Mitglied ab 1933, schrieb 1939 das Buch Elementary Cryptanalysis.
- Rosario Candela (1890–1953), ISKANDER, Mitglied ab 1934, Architekt.
- David Kahn (1930–2024), DAKON und ISHCABIBEL, Autor des Buchs The Codebreakers.
- James Gillogly (* 1946), SCRYER, amerikanischer Kryptoanalytiker.